# Giovanni Cesare Pascucci
Giovanni Cesare Pascucci (Roma, 29 de febrer, 1841 - idem. 1919) fou professor de cant orgue i composició, director d'orquestra i pianista de dansa en la cort reial.
Pascucci va donar les primeres proves del seu talent quan el 1877 va presentar amb èxit a l'Argentina l'òpera còmica El Progno sticante fanàtic. A més d'això, Pascucci és conegut per composicions sacres, com els oratoris La Passió de Crist, amb paraules de Cesare Cantú i Sant Tomaso, oratori molt apreciat pels mestres italians.
En les seves diverses composicions Pascucci rebel·la un geni despert, passió per la música melòdica i molts profunds estudis de contrapunt. El 1873 estrenà a roma la seva primera òpera seriosa, Il pronosticant dramatico, a la que li seguiren La vedova scaltra (1880), Ersilia (1882) i després un gran nombre d'operetes.